# Dou (Zhang)
Kaiserin Dou (chinesisch 窦皇后, Pinyin Dòu Huánghòu, Geburtsname unbekannt; † 97), formell Kaiserin Zhangde (章德皇后,  Zhāngdé Huánghòu, höfliche und begabte Kaiserin) war eine Kaiserin der Han-Dynastie. Ihr Gemahl war Kaiser Zhang. Schon unter der Regierung ihres Gemahls war sie einflussreich; als Regentin für seinen Adoptivsohn Kaiser He jedoch wurde sie besonders mächtig. Ihre Familienmitglieder, besonders ihr Bruder Dou Xian, übten gleichfalls viel Macht aus, bis sie in einem Staatsstreich des Kaisers He 92 gestürzt wurden. Kaiserin He verlor zwar ihre Macht, wurde aber bis zu ihrem Tod geehrt.

## Familiärer Hintergrund
| Dou Rong | Dou Rong | Dou Rong | Dou Rong | Dou Rong | Dou Rong |  |  |  |  |  |  | Liu Jiang         | Liu Jiang         | Liu Jiang         | Liu Jiang         | Liu Jiang         | Liu Jiang         |  |  |  |  |  |  |  |  |  |  |  |  |
| Dou Rong | Dou Rong | Dou Rong | Dou Rong | Dou Rong | Dou Rong |  |  |  |  |  |  | Liu Jiang         | Liu Jiang         | Liu Jiang         | Liu Jiang         | Liu Jiang         | Liu Jiang         |  |  |  |  |  |  |  |  |  |  |  |  |
| Dou Xun  | Dou Xun  | Dou Xun  | Dou Xun  | Dou Xun  | Dou Xun  |  |  |  |  |  |  | Prinzessin Piyang | Prinzessin Piyang | Prinzessin Piyang | Prinzessin Piyang | Prinzessin Piyang | Prinzessin Piyang |  |  |  |  |  |  |  |  |  |  |  |  |
| Dou Xun  | Dou Xun  | Dou Xun  | Dou Xun  | Dou Xun  | Dou Xun  |  |  |  |  |  |  | Prinzessin Piyang | Prinzessin Piyang | Prinzessin Piyang | Prinzessin Piyang | Prinzessin Piyang | Prinzessin Piyang |  |  |  |  |  |  |  |  |  |  |  |  |
|          |          |          |          |          |          |  |  |  |  |  |  |                   |                   |                   |                   |                   |                   |  |  |  |  |  |  |  |  |  |  |  |  |
|          |          |          |          |          |          |  |  |  |  |  |  |                   |                   |                   |                   |                   |                   |  |  |  |  |  |  |  |  |  |  |  |  |
| Dou Xian | Dou Xian | Dou Xian | Dou Xian | Dou Xian | Dou Xian |  |  |  |  |  |  | Frau Dou          | Frau Dou          | Frau Dou          | Frau Dou          | Frau Dou          | Frau Dou          |  |  |  |  |  |  |  |  |  |  |  |  |

Frau Dous Vater Dou Xun war ein Enkel des Staatsmannes Dou Rong. Ihre Mutter war Prinzessin Piyang, eine Tochter von Liu Jiang (dem Prinzen von Donghai), der als Bruder des Kaisers Ming hoch geehrt wurde und Kaiser Guangwus erster Kronprinz wurde. Deshalb wurde Frau Dou zur Prinzessin ernannt, obwohl ihr Vater kein Kaiser war. Dou Xun war deshalb in der Lage gewesen eine Prinzessin zu heiraten, weil die Dou-Familie zu dieser Zeit ein mächtiges Adelsgeschlecht waren. Er selbst wurde später jedoch angeklagt, andere Beamte bestochen zu haben, und starb im Gefängnis.

## Heirat mit Kaiser Zhang
Im Jahre 77 wurde Frau Dou eine kaiserliche Konkubine. Sie war Kaiser Zhangs Lieblingsfrau und wurde deshalb 78 zur Kaiserin erhoben.
Kaiserin Dou war eine eifersüchtige Frau, und sie geriet bald in Streit mit den anderen Konkubinen.
Die Kaiserinmutter Ma erkor kurz vor ihrem Tode zwei Töchter von Song Yang zu kaiserlichen Konkubinen. 78 gebar die ältere Konkubine Song einen Sohn, Liu Qing. Weil Kaiserin Dou keinen Sohn geboren hatte, wurde Liu Qing 79 zum Kronprinzen erhoben. Die Konkubinen Song wurden von Kaiser Zhang bis zum Tode der Kaiserinmutter Ma (79) stark bevorzugt.
Noch im Jahr 79 adoptierte Kaiserin Dou den Sohn der kaiserlichen Konkubine Liang, Liu Zhao. Sie verschwor sich mit ihrer Mutter, Prinzessin Piyang, und ihren Brüdern, um ihren Adoptivsohn zum Kronprinzen zu machen. Nach dem Tod der Kaiserin Ma führte sie diesen Plan aus. Sie ließ ihre Brüder Klatsch und Tratsch über die Song-Familie sammeln, während sie selbst Diener und Eunuchen bestach, um Belastendes über die Konkubinen Song zu erfahren.
Im Jahre 82 ergab sich eine Gelegenheit für Kaiserin Dou. Die ältere Konkubine Song war erkrankt, und sie erbat zu ihrer Heilung rohen Teufelszwirn von ihrer Familie. Kaiserin Dou bemächtigte sich der Kräuter und behauptete, die Konkubine hätte damit Hexerei verüben wollen. Kaiser Zhang war erzürnt und verbannte den Kronprinzen Qing aus dem Palast. Er ließ die Konkubinen Song einsperren und von dem mächtigen Eunuchen Cai Lun verhören. Die beiden vergifteten sich und begingen Suizid. Kronprinz Qing wurde abgesetzt und zum Prinzen von Qinghe ernannt; er wurde vom Prinzen Zhao als Kronprinz ersetzt. Dieser war jedoch freundlich zu seinem Bruder, und die beiden verbrachten viel Zeit miteinander.
Die Song-Schwestern sollten nicht die einzigen Opfer der Kaiserin Dou sein. Nachdem Prinz Zhao Kronprinz geworden war, feierte die Liang-Familie (die Verwandten seiner leiblichen Mutter) zwar nicht offen, aber insgeheim freuten sie sich. Als die Kaiserin Dou davon hörte, war sie unzufrieden und befürchtete, dass die Liang-Familie an Macht gewinnen würde. Sie suchte darum nach einem Weg, die Sippe auszulöschen. Sie verbreitete üble Gerüchte über die Konkubine Liang und ihre Schwester, die auch eine kaiserliche Konkubine war. Beide verloren Kaiser Zhangs Vorzug. Im Jahre 83 verleumdeten die Dous anonym Liang Song, den Vater der Konkubinen Liang. Er starb im Gefängnis, und die Konkubinen Liang starben in Trauer und Furcht.
Die Dou-Sippe gewann aber weiter an Macht. Kaiser Zhang erkannte 83, dass seine Vettern Ma nicht das Gesetz befolgten. Darum hörte er auf, ihre Ma-Väter zu fördern, und schickte sie in ihre Marken zurück. Die Brüder der Kaiserin Dou, Dou Xian und Dou Du, stiegen bald in der höfischen Machthierarchie auf. Dies war der erste Fall in der Geschichte der Han-Dynastie, in dem die Familie der Kaiserin mehr Macht hatte als die der Kaiserinmutter. Ähnliche Fälle sollte es bis zum Ende der Östlichen Han-Dynastie geben, und sie waren eine Quelle der Korruption. Im Jahr 83 drohte Kaiser Zhang, der von Dou Xians Überheblichkeit beleidigt war, ihn zu töten, aber nachdem Kaiserin Dou sich im Gewand einer Konkubine im Namen ihres Bruders entschuldigt hatte, verschonte ihn der Kaiser.

## Kaiserinmutter und Regentin
Kaiser Zhang starb 88. Der Kronprinz Zhao folgte ihm im Alter von neun Jahren als Kaiser He auf den Thron. Kaiserin Dou, nunmehr Kaiserinmutter, diente ihm als Regentin. Ihre Brüder Dou Xian, Dou Du, Dou Jing und Dou Gui wurden mächtige Beamte, obwohl sie vergleichsweise untergeordnete Titel trugen. Von ihren Brüdern war Dou Gui als einziger untertänig und bescheiden, aber die anderen drei, besonders Dou Xian, waren überheblich und benutzten ihre Verbindung zur Kaiserinmutter, um andere Beamte einzuschüchtern.
Noch im Jahre 88 beging Dou Xian ein Verbrechen, das die Kaiserinmutter Dou veranlasste, ihm mit der Hinrichtung zu drohen. Liu Chang, der Marquis von Duxiang, wurde von der Kaiserinmutter wegen seiner Intelligenz bevorzugt, und Dou Xian fürchtete, ihre Position könnte seine Macht schmälern. Darum ließ er ihn ermorden und machte ihren Bruder Liu Gang, den Marquis von Li, dafür verantwortlich. Einige Richter aber, die keine Furcht vor Dou Xian hatten, stellten Nachforschungen an und fanden den wahren Schuldigen heraus. Kaisermutter Dou war außer sich und ließ Dou Xian einsperren. Dou Xian bot ihr dann an, eine Armee gegen die nördlichen Xiongnu anzuführen, um sein Vergehen auszubügeln.
Kaiserinmutter Dou stimmte ihm zu, und Dou Xian schlug die Xiongnu 89 auf seinem Feldzug vernichtend. Nach diesem großen Sieg wurde er noch überheblicher, und Kaiserinmutter Dou gestand ihm dies zu. Dou Xian siegte 91 abermals über die Xiongnu und vernichtete ihre Stammesgemeinschaft. Danach dehnte er seine Macht in der Regierung aus, indem er alle Beamten einschüchterte und ihnen mit Degradierung oder sogar mit dem Tod drohte.
Im Jahr 92 fiel die Dou-Familie einem Staatsstreich zum Opfer. Die Einzelheiten sind unklar, aber es scheint, dass Kaiser He (vielleicht ermutigt von seinem Bruder, dem von den Dous abgesetzten ehemaligen Kronprinz Qing, und dem Eunuchen Zheng Zhong) plötzlich den Kaiserlichen Wachen Befehl gab, Dou Xians Spießgesellen festzunehmen und hinzurichten. Kaiser He schickte Dou Xian und seine Brüder in ihre Marken zurück und befahl ihnen anschließend (mit Ausnahme Dou Guis), Suizid zu begehen. Frau Dou blieb Kaiserinmutter, verlor aber all ihre Macht.

## Nach dem Fall der Dou-Familie
Kaiser He wusste nicht, dass er nicht der leibliche Sohn der Kaiserinmutter Dou war. Er behandelte sie weiterhin mit Respekt, obwohl er ihr nach dem Sturz ihrer Brüder keine wirkliche Autorität gab. Nach ihrem Tode 97 wurde bekannt, dass seine leibliche Mutter die Konkubine Liang war. Kaiser He ehrte seine Mutter postum und belohnte auch ihre Familie mit Macht und Wohltaten, weigerte sich aber, Kaiserinmutter Dou postum zu degradieren. Er ließ sie mit allen kaiserlichen Ehren bei ihrem Gemahl Kaiser Zhang bestatten.
| Vorgänger | Amt                      | Nachfolger |
| --------- | ------------------------ | ---------- |
| Ma        | Kaiserin von China 78–88 | Yin        |

| Personendaten    | Personendaten                         |
| ---------------- | ------------------------------------- |
| NAME             | Dou                                   |
| ALTERNATIVNAMEN  | Kaiserin Zhangde                      |
| KURZBESCHREIBUNG | chinesische Kaiserin der Han-Dynastie |
| GEBURTSDATUM     | 1. Jahrhundert                        |
| STERBEDATUM      | 97                                    |